# Baulmes
Baulmes (toponimo francese) è un comune svizzero di 1 057 abitanti del Canton Vaud, nel distretto del Jura-Nord vaudois.

## Storia
Baulmes viene menzionato per la prima volta in un documento nel 652 nell'espressione in loco Balmensi, quando il duca Felice Chramnelenus (figlio di Wandelino mecenate di San Colombano) fondò presso Baulmes il monastero di Santa Maria. Il monastero in seguito decadde e scomparve: rimase solo la chiesa parrocchiale di San Pietro, sorta accanto all'antica chiesa priorale, ma sono rimaste le tracce in un ambone del VII-VIII secolo e un'iscrizione carolingia dedicata alla vergine Landoalda.
In seguito si formò un priorato monastico dedicato a Santa Maria e San Michele, documentato nel 1174 con il primo priore, che possedeva beni a anche a Orbe, Montcherand e Bonvillars; il priorato di Baumes dipese dall'abbazia di Cluny ed il suo abate decise nel 1294 di unirlo all'abbazia cluniacense di Payerne, che però ne assunse il feudo solo dal 1356 e fino al 1536.
Baulmes fu assegnato quindi al baliaggio di Yverdon (1536-1798), che era sotto il dominio di Berna, e rimase con esso fino al crollo dell'Ancien Régime nel 1798. Durante la Repubblica Elvetica, fino al 1803, il villaggio appartenne al Cantone del Lemano, che divenne poi parte del Canton Vaud con l'entrata in vigore dell'Atto di Mediazione. In un primo momento Baulmes appartenne al distretto di Grandson, nel 1809 entrò nel distretto di Orbe.

## Monumenti e luoghi d'interesse

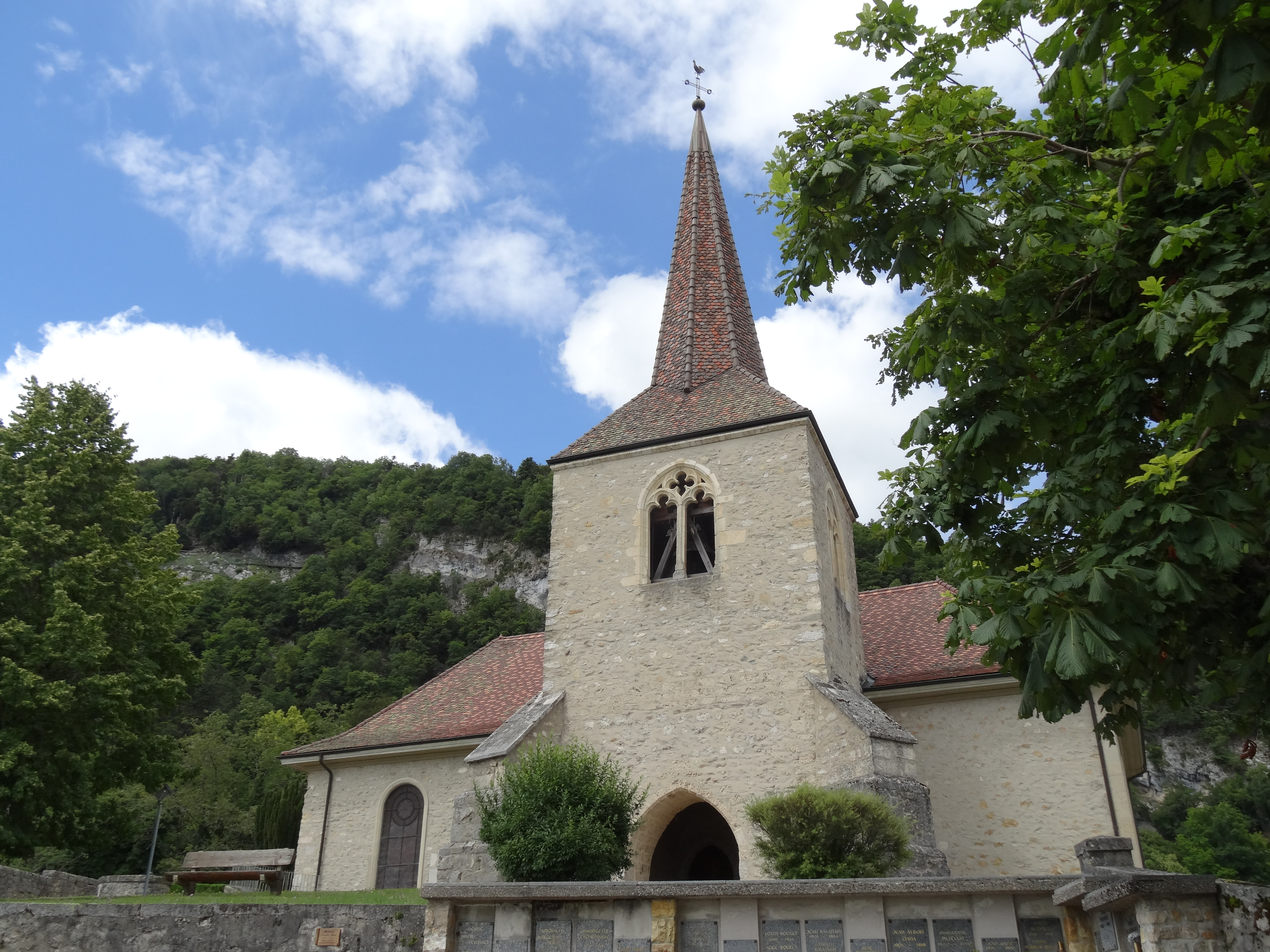
La chiesa di San Pietro

- Chiesa riformata di San Pietro, attestata dal 1228[2].

## Società

### Evoluzione demografica
L'evoluzione demografica è riportata nella seguente tabella:
Abitanti censiti

## Infrastrutture e trasporti

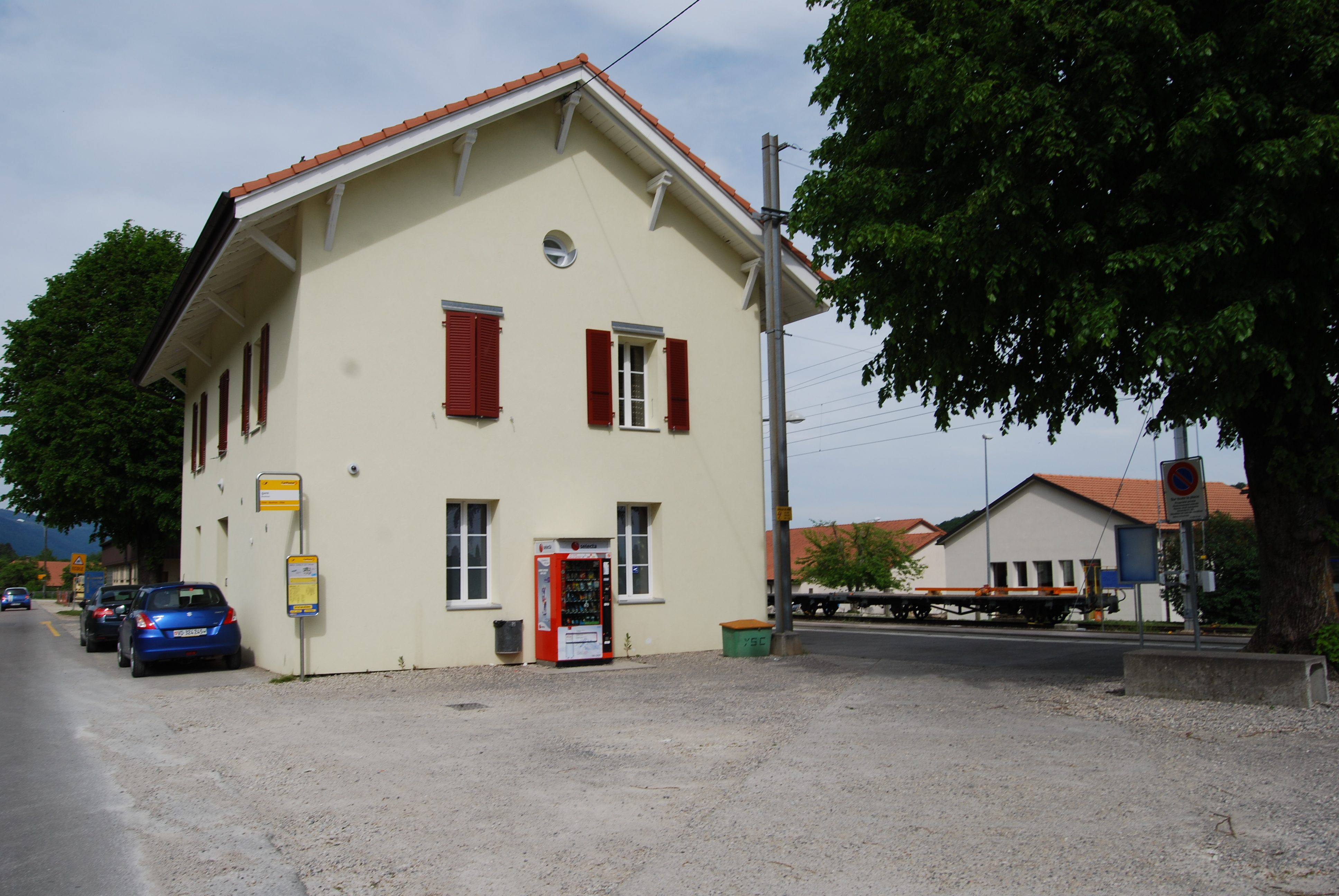
La stazione di Baulmes

Baulmes è servito dall'omonima stazione, sulla ferrovia Yverdon-Sainte-Croix.

## Amministrazione
Ogni famiglia originaria del luogo fa parte del cosiddetto comune patriziale e ha la responsabilità della manutenzione di ogni bene ricadente all'interno dei confini del comune.